# 가시 (노래)
《가시》는 조광일의 노래이자 Show Me The Money 10의 경연곡이다.
가시는 2021년 11월 13일 멜론, 지니, 벅스, FLO에서 각각 21위, 11위, 2위, 16위를 차지했다.